# گرانت هورتون
گرانت هورتون (انگلیسی: Grant Horton؛ زادهٔ ۱۳ سپتامبر ۲۰۰۱) بازیکن فوتبال اهل بریتانیا است.
از باشگاه‌هایی که در آن بازی کرده است می‌توان به باشگاه فوتبال یاته تاون اشاره کرد.